# الهيئة العامة للزكاة والدخل
الهيئة العامة للزكاة والدخل (مصلحة الزكاة والدخل سابقا)، هي إحدى الجهات الحكومية السعودية السابقة كانت ترتبط تنظيمياً بوزير المالية، كان محافظها والمسؤول عن إدارة شؤونها  المهندس سهيل أبا نمي منذ 2017 وحتى 4 مايو 2021 تأسست في عام 1936م - 1355هـ.
في 4 مايو 2021 صدر قرار مجلس الوزراء السعودي بضم الهيئة مع الهيئة العامة للجمارك تحت مسمى هيئة الزكاة والضريبة والجمارك.

## أهداف الهيئة
تهدف الهيئة إلى القيام بأعمال جباية الزكاة وتحصيل الضرائب وتحقيق أعلى درجات الالتزام من قبل المكلفين بها بالواجبات المفروضة عليهم وفقاً لأفضل الممارسات وبكفاية عالية، ولها - بالإضافة إلى اختصاصاتها المقررة نظاماً ودون إخلال باختصاصات ومسؤوليات الجهات الأخرى- القيام بكل ما يلزم في سبيل تحقيق أهدافها، ومن ذلك ما يأتي:
1. جباية الزكاة وتحصيل الضرائب من المكلفين وفقاً للأنظمة واللوائح والتعليمات ذات العلاقة.
2. توفير خدمات عالية الجودة للمكلفين؛ لمساعدتهم على الوفاء بواجباتهم.
3. متابعة المكلفين واتخاذ ما يلزم من إجراءات؛ لضمان جباية وتحصيل المستحقات المتوجبة عليهم.
4. العمل على نشر الوعي لدى المكلفين وتقوية درجة التزامهم الطوعي، والتأكد من التزامهم بما يصدر من الهيئة من تعليمات وضوابط في مجال اختصاصها.
5. التعاون وتبادل الخبرات مع الهيئات والمنظمات الإقليمية والدولية، وبيوت الخبرة المتخصصة داخل المملكة وخارجها، وذلك في حدود اختصاصات الهيئة.
6. تمثيل المملكة في المنظمات والهيئات والمحافل والمؤتمرات الإقليمية والدولية ذات الصلة باختصاصات الهيئة.

وللهيئة إنشاء شركات تابعة لها تقوم بأدوار تمكنها من أداء مهماتها وتحقيق أهدافها.

## مجلس الإدارة
للهيئة مجلس إدارة برئاسة وزير المالية، وعضوية كل من:
1. محافظ الهيئة.
2. ممثل عن وزارة المالية.
3. ممثل عن وزارة التجارة والاستثمار.
4. ممثل من وزارة الاقتصاد والتخطيط.
5. ممثل عن مؤسسة النقد العربي السعودي.
6. ممثل عن هيئة السوق المالية.
7. اثنان من المتخصصين وذوي الخبرة في مجال عمل الهيئة، يعينان بقرار من مجلس الوزراء بناء على اقتراح من الرئيس.

## أوجه الصرف
تودع الهيئة مبالغ الزكاة التي تحصلها أولاً بأول في حساب خاص لدى مؤسسة النقد العربي السعودي حيث تتولى وكالة الضمان الاجتماعي بوزارة العمل والتنمية الاجتماعية الصرف منه على مستحقي الزكاة المسجلين لدى الضمان الاجتماعي، كما أنها تقوم بإيداع ما تحصله من ضرائب بحساب الإيرادات العامة للدولة لدى مؤسسة النقد العربي السعودي، لتسهم مع الإيرادات الأخرى في تغطية النفقات العامة لقاء الخدمات العديدة التي تقدمها الحكومة السعودية للمواطنين والمقيمين.

## ميثاق الخدمات بين الهيئة والمكلفين
يُعد الميثاق بين الهيئة العامة للزكاة والدخل والمكلفين طريق لإيصال المعلومات والخدمات لبناء شراكة قوية ومستمرة بين الطرفين ويحدد هذا الميثاق الالتزامات المترتبة على الأطراف المعنية.

### التزامات الهيئة تجاه المكلفين
- أن تكون جميع التعاملات مع المكلفين واضحة.
- أن تكون الاستجابة في جميع الخدمات حسب التوقيت المناسب ويتم النظر في المقترحات والشكاوى وفقاً لمستويات معايير الخدمات المتفق عليها.
- المحافظة على سرية المعلومات وعدم استخدامها بصورة غير نظامية.
- الإنصاف في التعامل مع جميع المكلفين والتعامل مع كافة المعاملات بحسب ما تقتضيه اللوائح والأنظمة.
- أن تكون المعلومات متاحة وأن يراعى مكانة المكلفين وترفع درجة الالتزام الطوعي من خلال إيضاح الإجراءات ونشر المستجدات التي تتعلق بالزكاة والضرائب.
- الالتزام بالمهنية والتأكيد على المكلفين بأحقيتهم في تفويض محاسب أو مكتب استشارى معتمد لدى الهيئة لتنفيذ خدمة محددة نيابة عنهم عبر قنوات الهيئة الرقمية ذات الجودة العالية.

### مسؤوليات المكلفين تجاه الهيئة
- جعل الالتزامات والإجراءات  الزكوية والضريبية ذات أولوية وأهمية وتسجيل الزكاة والضرائب حسب الأنظمة واللوائح.
- الأمانة في تقديم الإقرارات الزكوية والضريبية أو أي معاملات أخرى للهيئة.
- تحري الدقة في حفظ المستندات والسجلات فيما يخص التعاملات الزكوية والضريبية وتحديث معلومات التسجيل في حال طرأ عليها تغيرات.
- التعاون مع ممثلى الهيئة عبر كافة الأنشطة المتعلقة بالزكاة والضرائب والعمل على إجراء الفحوص الميدانية المطلوبة كذلك الرصد والتبليغ عن حالات التهرب من الزكاة والضريبة.
- أن يكونوا على دراية بكافة الإتفاقيات والأنظمة واللوائح والتعليمات والأدلة الإرشادية التي تتعلق بالزكاة والضرائب التي تم نشرها على موقع الهيئة الإلكتروني.
- الالتزام بتقديم الإقرارات الزكوية والضريبية وتسديد المستحقات وفق التاريخ المحدد وذلك حسب الأنظمة واللوائح.[4]

## تحمل الدولة للزكاة وضريبة الدخل
بناءاً على قرار مجلس الوزراء رقم (163) وتاريخ 19/3/1440هـ والذي ينص على تحمل الدولة للزكاة وضريبة الدخل المترتبة على الاستثمار في الصكوك الحكومية، المتضمن تفويض وزير المالية بتحديد ضوابط هذا التحمل وينص القرار على مايلي:
أولا: تتحمل الدولة الزكاة وضريبة الدخل المترتبة على الاستثمار في الصكوك التي تصدرها وزارة المالية محليا بالريال السعودي.
ثانياً: يتكون هذا التحمل خاضعاً للضوابط الآتية
- يتم تقديم الصكوك أو السندات من قِبل حاملها في المدة النظامية وطوفقاً لإجراءات الهيئة العامة للزكاة والدخل، وبموجب ذلك يتم دفع المبلغ المستحق للهيئة.
- أن يكون حامل الصكوك أو السندات ممن يتم محاسبتهم طبقاً لقوائم المالية الخاصة به وبحسب إجراءات الهيئة.
- أن لايكون حامل الصكوك والسندات من الجهات الخاضعة للعفو من الزكاة وضريبة الدخل.
- لا تتحمل الدولة مبلغاً أكبر مما دفعه المكلف للهيئة.

ثالثاً:يتم حساب المبلغ المتحمل من الدولة عن زكاة الصكوك والسندات بحساب وعاءين للمكلف، على أن تحسم من الصكوك والسندات من أحدهما، ولا تحسم من الآخر، ثم يؤخذ الفرق بين الوعائين ويضرب بنسبة الزكاة المنصوص عليها في اللائحة التنفيذية لجباية الزكاة، ويكون الناتج هو المبلغ المتحمل ويستثنى من ذلك الحالات التالية:
- أن يصل الوعاء إلى الحد الأدنى سواء حسم الاستثمار في الصكوك الحكومية من الوعاء أم لم يحسم.
- أن يكون الوعاء قد وصل للحد الأدنى عند حسم الاستثمار في الصكوك والسندات ولا يصل إليه عند عدم حسمها.[5]

## تسعير المعاملات
التسعير يشمل المعاملات التجارية التي تتم بين الأشخاص المرتبطين لأغراض احتساب الوعاء الضريبي واستيفاء مستحقات الدول التي يقيم فيها كل من أطراف المعاملات بصورة منصفة وعادلة.
ومن هذه المعاملات تلك المتعلقة بالخدمات والسلع والقروض والأصول غير المادية (الملكية الفكرية).